# 동풍신
동풍신(董豊信, 1904년 ~ 1921년)은 3·1 운동 때의 순국 열사로 본관은 광천이다.
함경북도 명천군 하가면에서 출생하였으며, 1919년 3월 함경북도 길주군의 화대 장터에서 독립 만세를 부른 인물이다. 장터에 모인 군중이 만세를 부르자, 일본 경찰들은 마구 총을 쏘아 장터 일대는 피바다가 되었다. 그때 일본 경찰이 겨누고 있던 총구를 조금도 두려워하지 않고 나선 동풍신이 죽은 아버지를 들쳐업고 대한 독립 만세를 부르자, 일본 경찰은 '미친 소녀'라 하며 총을 쏘지 않고 사로잡았다. 
함흥부 재판소로 잡혀간 동풍신은 "만세를 부르다 총살된 아버지를 대신하여 만세를 불렀다."고 말할 뿐 심한 고문에도 애국심을 굽히지 않다가 감옥에서 죽었다. 1991년 건국훈장 애국장이 추서되었다.

## 관련 작품
- 영화 《1919 유관순》 (2019년, 동풍신 역: 나애진)

## 같이 보기
- 유관순